# Maria Elisa Belpaire
Maria Elisa Belpaire   (Anvers, 31 de gener de 1853 - Anvers, 9 de juny de 1948) fou una escriptora, activista, filantropa i pedagoga flamenca, coneguda com la "mare del Moviment Flamenc". Mecenes de l'educació de xiquetes catòliques, fundà l'Institut Belpaire d'Anvers i el Katholieke Vlaamse Hogeschool. Fou nomenada Dama de l'Orde de Leopold II i rebé un doctorat honoris causa de la Universitat Catòlica de Lovaina.

## Biografia
Naix a Anvers, filla d'Alphonse Belpaire i Betsy Teichmann. Son pare, poeta i enginyer, va morir als pocs mesos de nàixer Maria Elisa. Lisa va créixer a casa del seu avi matern, Jan Teichmann, que era governador d'aquesta província. Educada per professors privats, aprengué idiomes, com alemany, anglés, neerlandés, francés i danés.
Als catorze anys, començà a estudiar pel seu compte amb ajuda d'alguns familiars, com sa mare i la tieta Constance Teichmann. Es va desenvolupar culturalment i artística. Va aprendre a cantar, dibuixar i tocar el piano. Llegia literatura romàntica, i aviat s'interessà per la literatura flamenca.
Va col·laborar amb altres autors, com Herman Schaepman en Uit het llevin, i Mathilde Rambu, amb el pseudònim de Hilda Ram. Escrigué poemes, novel·les i assaigs literaris. El 1899, funda el Cercle Constance Teichmann, per a promoure l'ús de l'idioma neerlandés i la literatura.

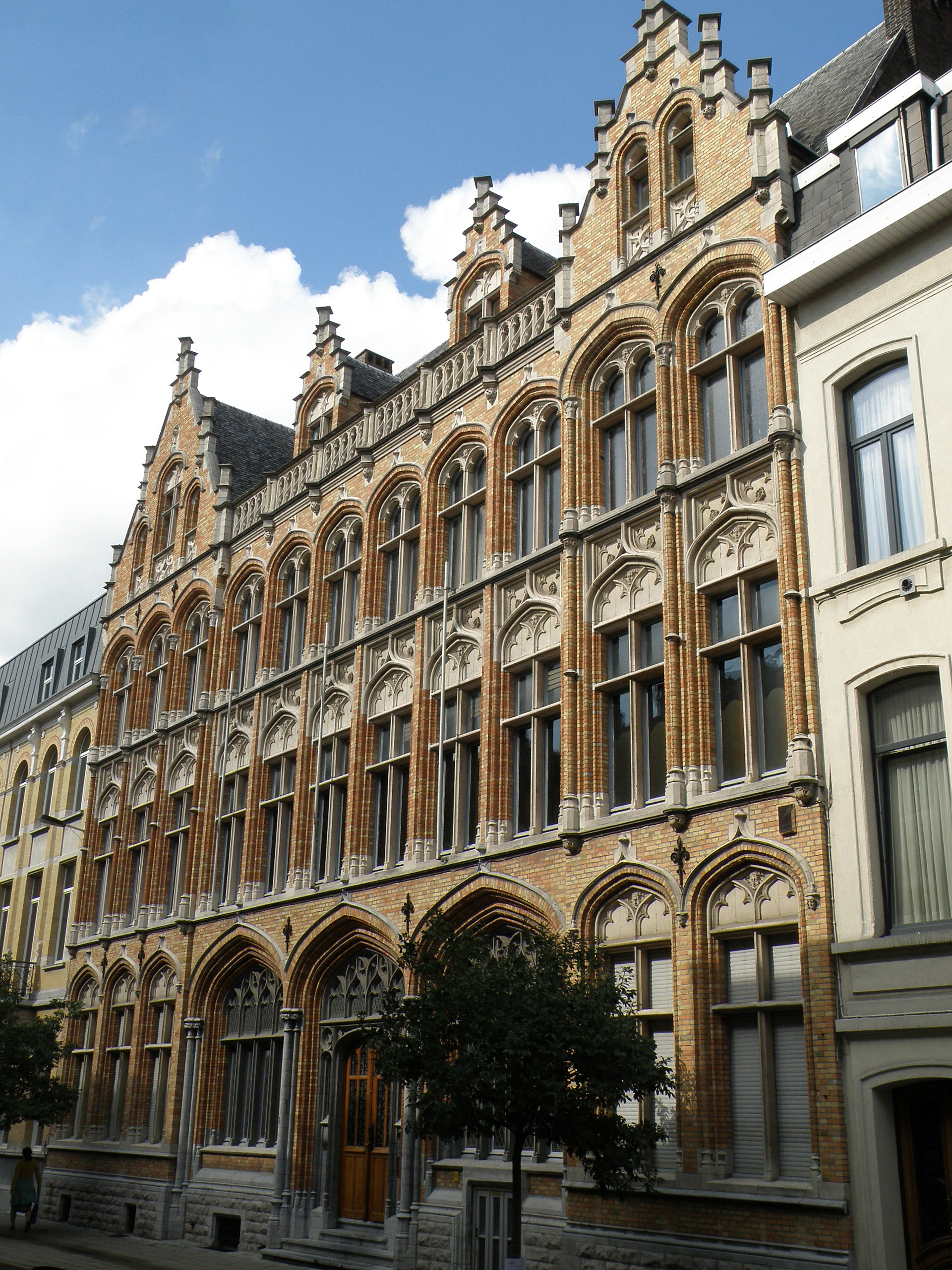
L'Institut Belper d'Anvers

El 1902, funda l'Institut Belper, per a donar una educació digna a les xiquetes, a Flandes, i en finançà la construcció. Elisa donà suport al sufragi femení, i finançà la revista Dietsche Warande & Belfort. El 1919 funda l'Escola Catòlica Flamenca per a Dones.
Finançà el periòdic literari Dietsche Warande a Belfort, creat a partir de la fusió de dues publicacions menys populars.
Durant la Primera Guerra Mundial s'allotjà en la Vil·la Swiss Cottage de De Panne (ara desapareguda). Hi defensà els drets dels soldats flamencs sota comandament d'oficials francesos. Fundà el periòdic de soldats del Front Yser, The Belgian Standard i organitzà exposicions.
Belpaire fundà la Constance Teichmannbond, una associació neerlandesa dedicada a les dones obreres. El propòsit d'aquesta associació era dotar les dones obreres materialment, intel·lectualment i moral. L'anomenà així en honor a la seua tieta, Constance Teichmann, a qui a més li dedicà una biografia.
Belpaire fou anomenada la "Mare del Moviment Flamenc", perquè recolzà moltes iniciatives d'orientació flamenca. Preocupada pel benestar dels artistes, va contribuir a la creació de la Fraternelle Beethoven. El 1943, creà l'associació Le Dernier des Artistes.
Fou nomenada Dama de l'Orde de Leopold II, i va rebre un doctorat honoris causa de la Universitat Catòlica de Lovaina. Va morir a Anvers, la seua ciutat natal, als 95 anys.

## En la literatura
- B. ROOSE, De wijze vrouw van Vlaanderen. Het llevin van Maria-Elisabeth Belpaire [La dona sàvia de Flamenc. La vida de Maria-Elisabeth Belpaire], 1948.
- Jan PERYN, Maria Elisa Belpaire, en el Diccionari de la Biografia Nacional part II, Brussel·les, 1966.
- H. SCHROOTEN, De sociale en politieke actie van Mej. Belpaire tijdens de Eerste wereldoorlog [L'acció social i política de la Sra. Belpaire durant la Primera Guerra Mundial], 1977.
- Ria CHRISTENS, Maria Belpaire, en la Nova Enciclopèdia del Moviment Flamenc, Tielt, 1998.
- Aline DEREERE, Helga VAN BEECK, Marie Elisabeth Belpaire (1853-1948). Facetten van een levenswerk [Facetes del treball d'una vida], Fundació Maria-Elisabeth Belpaire, Anvers, 2002.
- Geraldine REYMENANTS, Marie Elisabeth Belpaire. Gender en macht in het literaire veld 1900-1940 [Gènere i poder en el camp literari, 1900-1940], KADOC-studies 35, Leuven University Press, 2013.
- Jan ROBERT, Goed gezelschap? Marie-Elisabeth Belpaire en J. B. Priestley [Bona companyia? Marie-Elisabeth Belpaire i J. B. Priestley], en Zuurvrij: Missatges de Letternhuis, desembre de 2015.

- Helga VAN BEECK, Rita VANDERHEYDEN, Karl SCHEERLINCK, Marie-Elisabeth Belpaire - Een vrouw met impact [Maria-Elisabeth Belpaire - Una dona amb impacte], Acadèmia Press, Anvers, 2019.